# São Valentim do Sul
São Valentim do Sul är en kommun i Brasilien.   Den ligger i delstaten Rio Grande do Sul, i den södra delen av landet, 1 500 km söder om huvudstaden Brasília. Antalet invånare är 2 168.
I omgivningarna runt São Valentim do Sul växer i huvudsak städsegrön lövskog. Runt São Valentim do Sul är det ganska glesbefolkat, med 40 invånare per kvadratkilometer.